# 그레이스 신학교
그레이스 신학교 (Grace Theological Seminary, GTS)는 인디애나주 위노나레이크에 위치한 보수적인 복음주의 기독교 신학교이다. GTS는 현재 그레이스 대학교-신학교 ( Grace College &amp; Seminary)로 합병되었으며이며 그레이스 형제교회 (Grace Brethren Churchs) 와 관련되어있다. 첫 번째 총장 인 Alva J. McClain 이 1937년에 신학교를 세웠다. "그레이스 신학교는 지역 교회와 세계 사역을 위해 모든 사람을 가르치고 훈련하고 변화시키는데 헌신하는 학문단체이다." 이 신학교는 북 중앙 협회 (North Central Association)로부터 학교 인증을 받았으며 미국과 캐나다의 신학교 협회 ( The Association of Theological Schools)로부터 인증을 받았다.

## 유명한 동문들
- Robert Clouse (교수), 인디애나 주립대 학교 명예 교수, 밀레 니얼 사상 및 종말론 연구의 저자이자 전문가
- 게리 코헨 (Gary G. Cohen), 코헨 신학교의 명예 회장
- Louie Giglio, 열정 도시 교회의 목사, 열정 운동의 연설자 / 설립자, 저자[4]
- 호머 켄트, 저자, 신학자.
- Mark Keough, 텍사스주 하원 의원 공화당 의원, 텍사스 우드 랜즈의 목사
- Rolland D. McCune, 체계적인 신학자이자 전 디트로이트 침례 신학교 회장
- John C. Whitcomb, 구약 신학자 및 젊은 지구 창조론자 .
- 데이비드도 커리 (David Dockery), 트리니티 국제 대학 총재 및 전 회장

1. ↑  "Alva J McClain,1888-1968, Grace Theological Semin.". Retrieved June 30, 2016.
2. ↑  "Mission & Values: Grace College & Seminary". Retrieved June 30, 2016.
3. ↑  "Member Schools: Grace Theological Seminary". Retrieved June 30, 2016.
4. ↑  Givens, Joshua. (August 13, 2008) Associated Content. Louie Giglio - A Brief Biography on the Renowned Christian Author and Speaker.

## 같이 보기
- 빌리 선데이